# 小囊鼠屬
小囊鼠屬（白耳小囊鼠），哺乳綱、囓齒目、更格盧鼠科的一屬，而與小囊鼠屬（白耳小囊鼠）同科的動物尚有剛毛囊鼠屬（剛毛囊鼠）等之數種哺乳動物。